# Hubert Forstinger
Hubert Forstinger (2 september 1946) is een voormalig Oostenrijks voetbalscheidsrechter. Hij was FIFA-scheidsrechter van 1987 tot en met 1995.

## Interlands
| Datum             | Wedstrijd                       | Uitslag | Competitie        | Kreeg geel | Kreeg voor de tweede keer geel en dus rood | Weggestuurd |
| ----------------- | ------------------------------- | ------- | ----------------- | ---------- | ------------------------------------------ | ----------- |
| 20 december 1987  | Malta – Portugal                | 0 – 1   | EK-kwalificatie   | 3          | 0                                          | 0           |
| 27 april 1988     | Tsjecho-Slowakije – Sovjet-Unie | 1 – 1   | Vriendschappelijk | ?          | ?                                          | ?           |
| 2 november 1988   | Roemenië – Griekenland          | 3 – 0   | WK-kwalificatie   | ?          | ?                                          | ?           |
| 6 september 1989  | Zweden – Engeland               | 0 – 0   | WK-kwalificatie   | ?          | ?                                          | ?           |
| 15 november 1989  | Engeland – Italië               | 0 – 0   | Vriendschappelijk | ?          | ?                                          | ?           |
| 12 september 1990 | Sovjet-Unie – Noorwegen         | 2 – 0   | EK-kwalificatie   | ?          | ?                                          | ?           |
| 12 oktober 1991   | Spanje – Frankrijk              | 1 – 2   | EK-kwalificatie   | 5          | 0                                          | 0           |
| 13 november 1991  | Polen – Engeland                | 1 – 1   | EK-kwalificatie   | ?          | ?                                          | ?           |
| 17 juni 1992      | Denemarken – Frankrijk          | 2 – 1   | EK-eindronde      | 6          | 0                                          | 0           |
| 14 oktober 1992   | Schotland – Portugal            | 0 – 0   | WK-kwalificatie   | ?          | ?                                          | ?           |
| 16 augustus 1994  | Slowakije – Malta               | 1 – 1   | Vriendschappelijk | 2          | 0                                          | 0           |